# Голявино (Московская область)
Голявино — деревня в Дмитровском районе Московской области, в составе городского поселения Дмитров. Население — 4 чел. (2010). До 2006 года Голявино входило в состав Кузяевского сельского округа.

## Расположение
Деревня расположена в центральной части района, примерно в 8 км южнее Дмитрова, у восточного берега канала им. Москвы, высота центра над уровнем моря 162 м. Ближайшие населённые пункты — Деденево на противоположном берегу канала, Кузяево на юго-востоке и Свистуха на северо-востоке.

## Население
| 2002 | 2006 | 2010 |
| ---- | ---- | ---- |
| 9    | ↘6   | ↘4   |